# Normafa
Normafa,  ursprünglich Viharbükk (deutsch Sturm- oder Gewitterbuche), im östlichen Teil der Budaer Berge gelegen, ist ein beliebtes Ausflugs-, Wander- und Wintersportgebiet für die Menschen im Großraum der ungarischen Hauptstadt Budapest.

## Lage
Normafa liegt im westlichen Teil von Budapest auf einem Bergrücken. Die höchste Erhebung ist der Sváb-hegy mit einer Höhe von 477 Metern.

## Entstehung des Namens
Der Name Normafa geht auf die Oper Norma von Vincenzo Bellini zurück. Im 19. Jahrhundert trafen sich oft Künstler an diesem Ort. 1840 sang die Sopranistin Rozália Schodelné Klein dort Stücke aus der Oper Norma, welche dann für die Namensgebung ausschlaggebend wurden.

## Wintersportzentrum
Das Gebiet bietet viele Möglichkeiten für den Wintersport. Es gibt Skilifte, Schanzen, Rodelbahnen und Loipen für den Skilanglauf.

## Verkehrsanbindung
Normafa ist gut mit öffentlichen Verkehrsmitteln erreichbar. Man kann dorthin mit den Buslinien 21 und 21 A der BKV sowie der Gyermekvasút fahren.

## Bilder

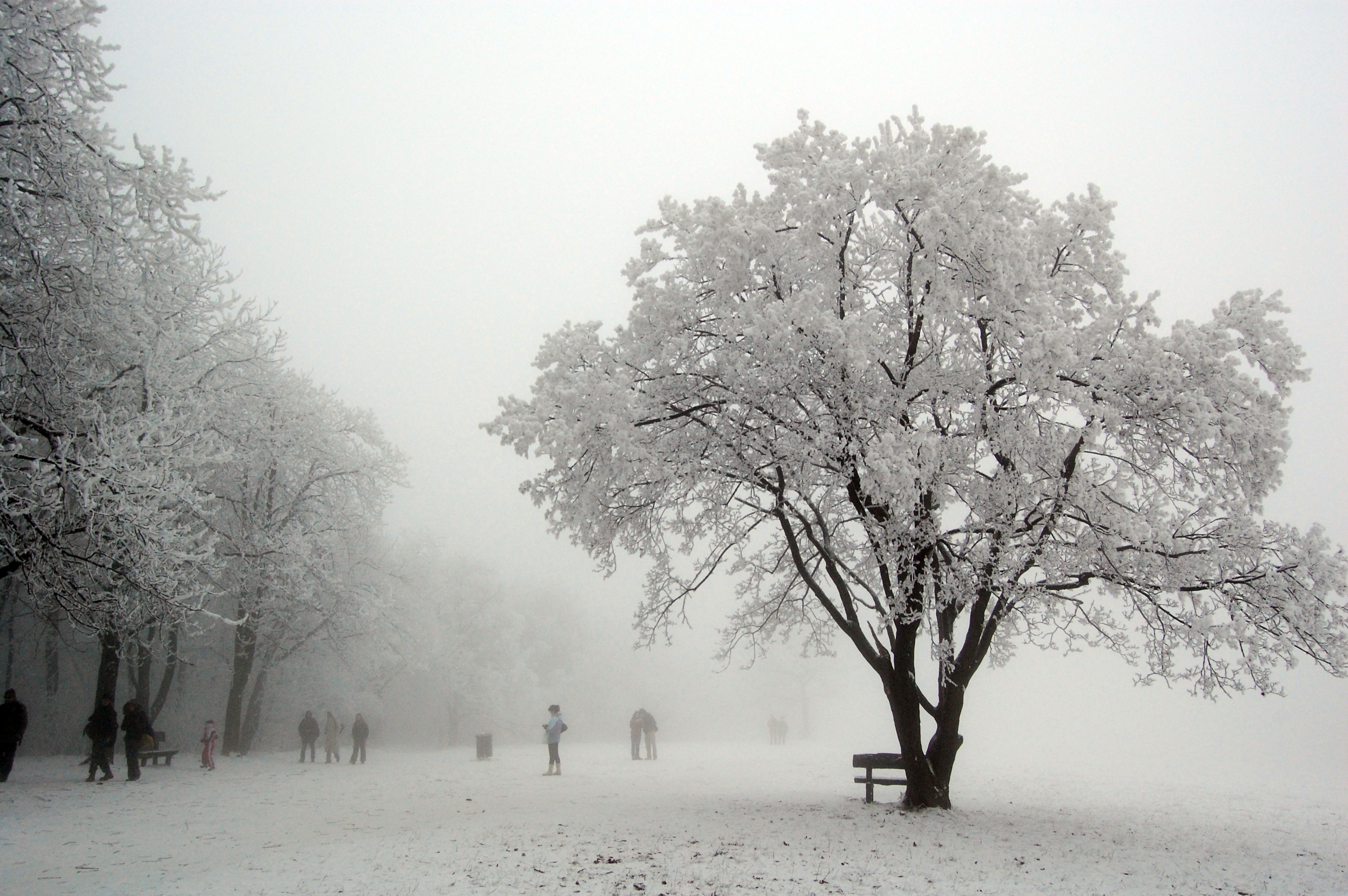
Normafa im Winter
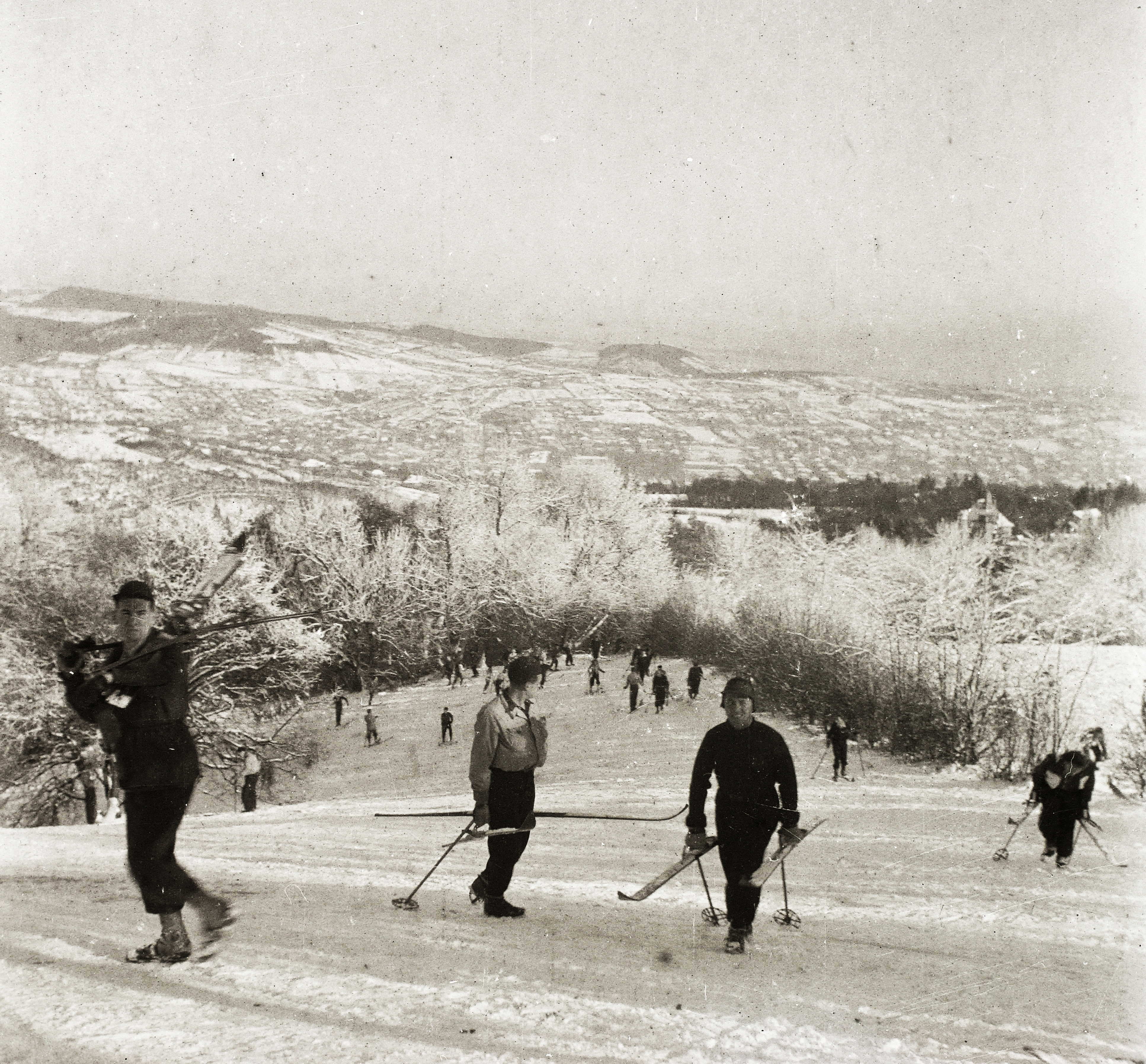
Wintersportler bei Normafa (1936)
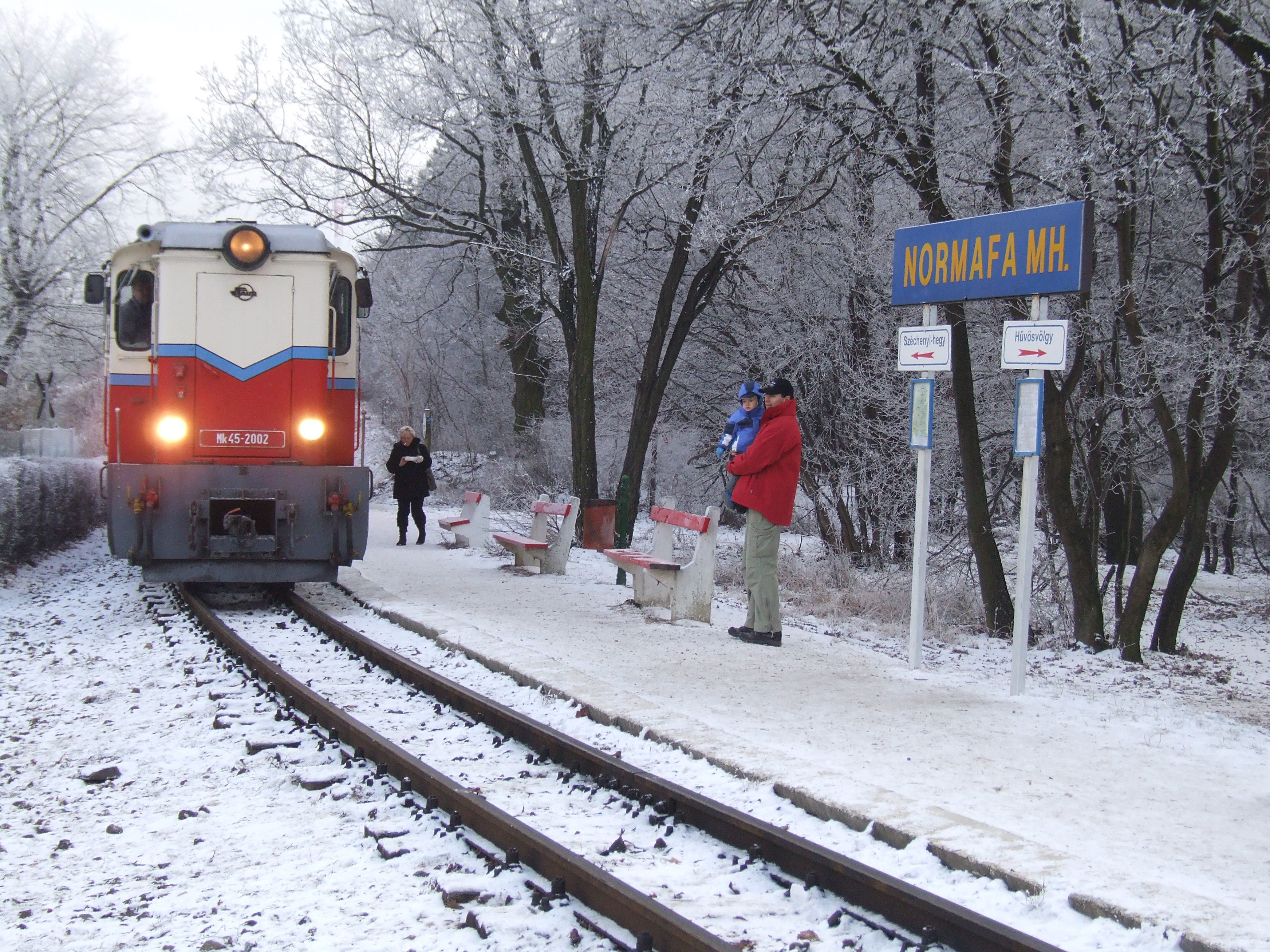
Haltestelle der Kindereisenbahn
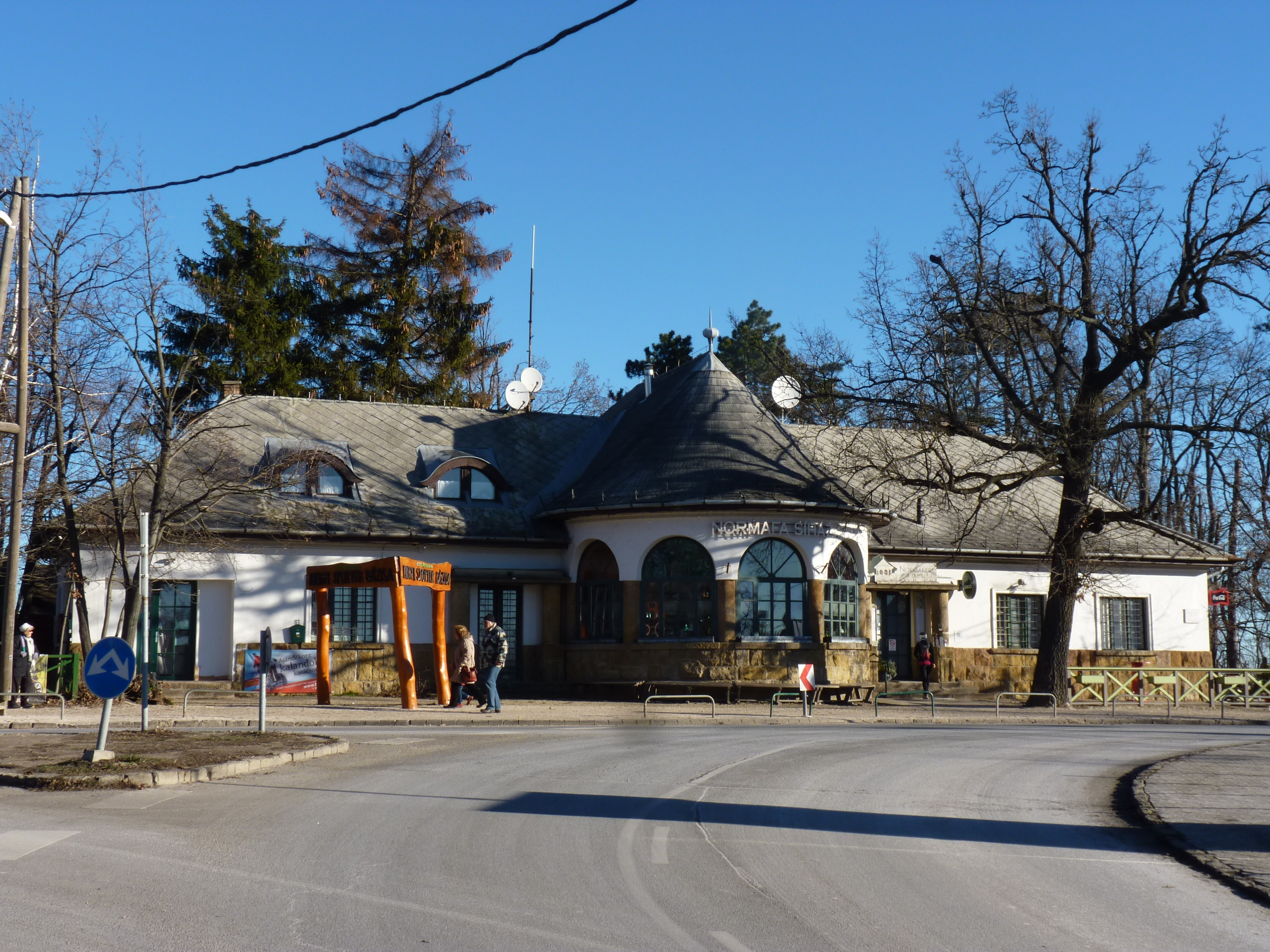
Normafa Skihaus
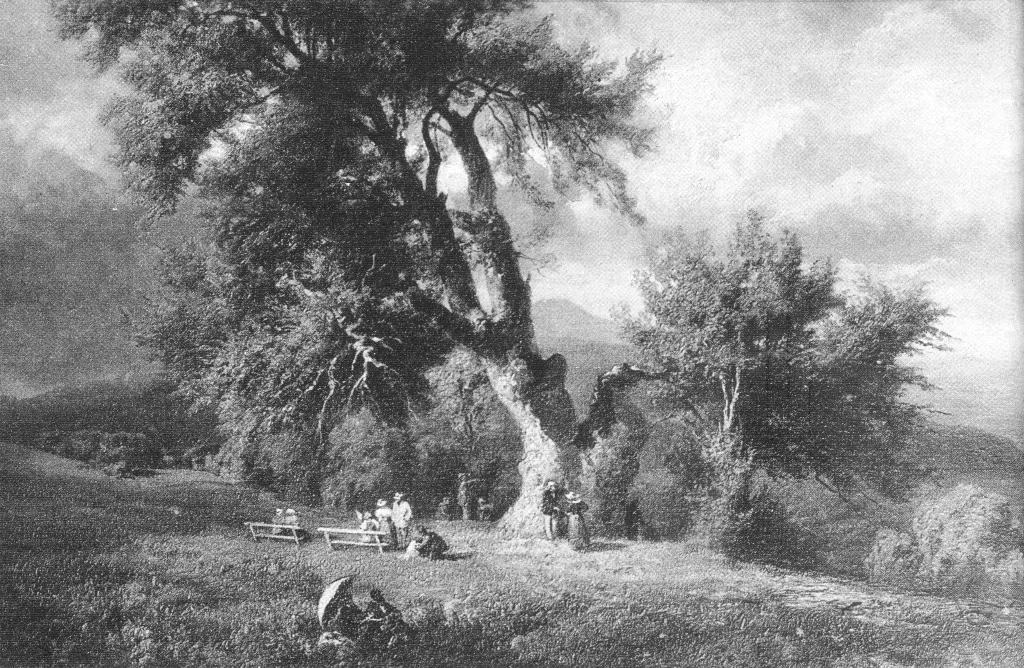
Normafa (Gemälde von Gusztáv Keleti)
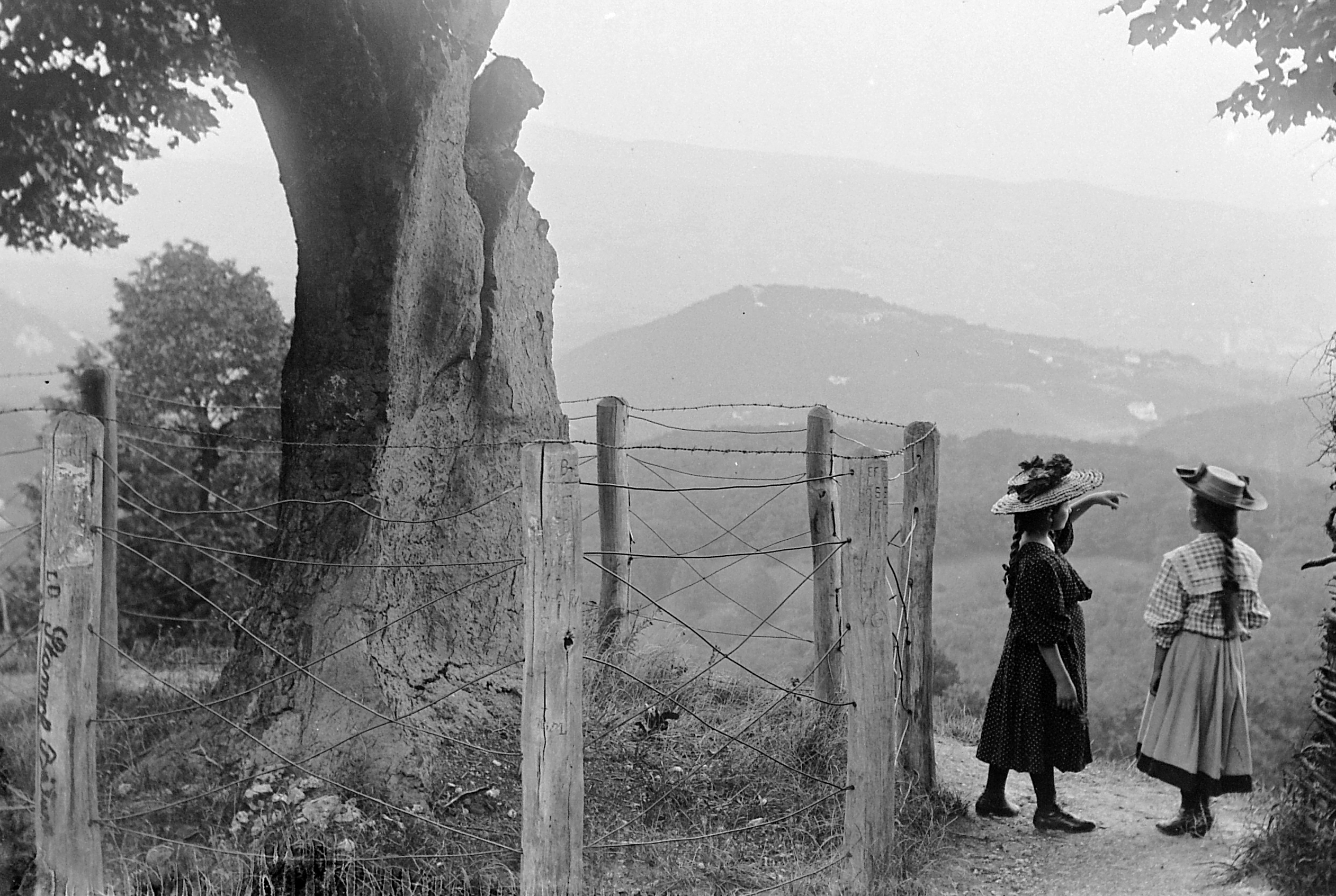
Normafa (1900)
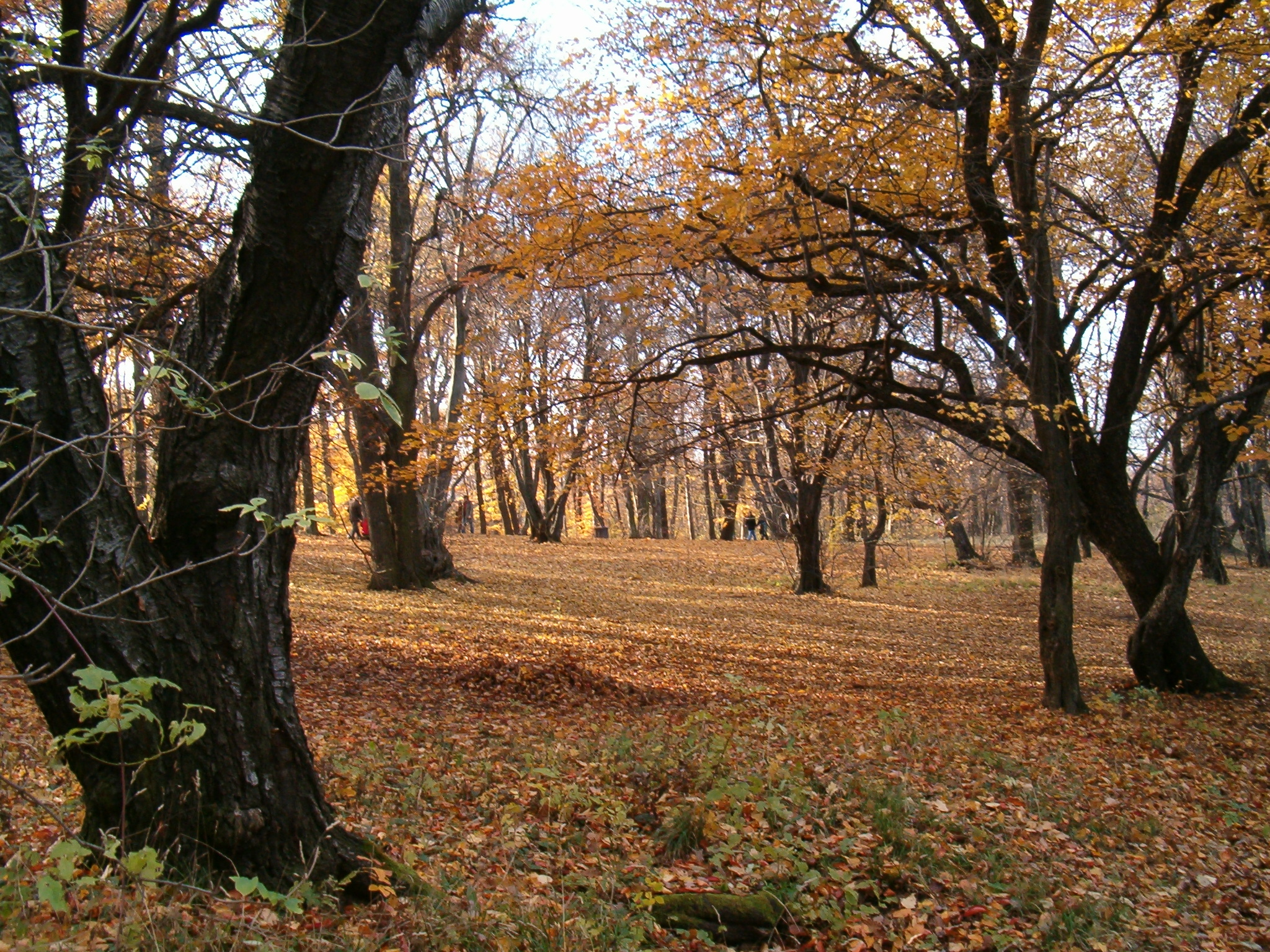
Normafa im Herbst
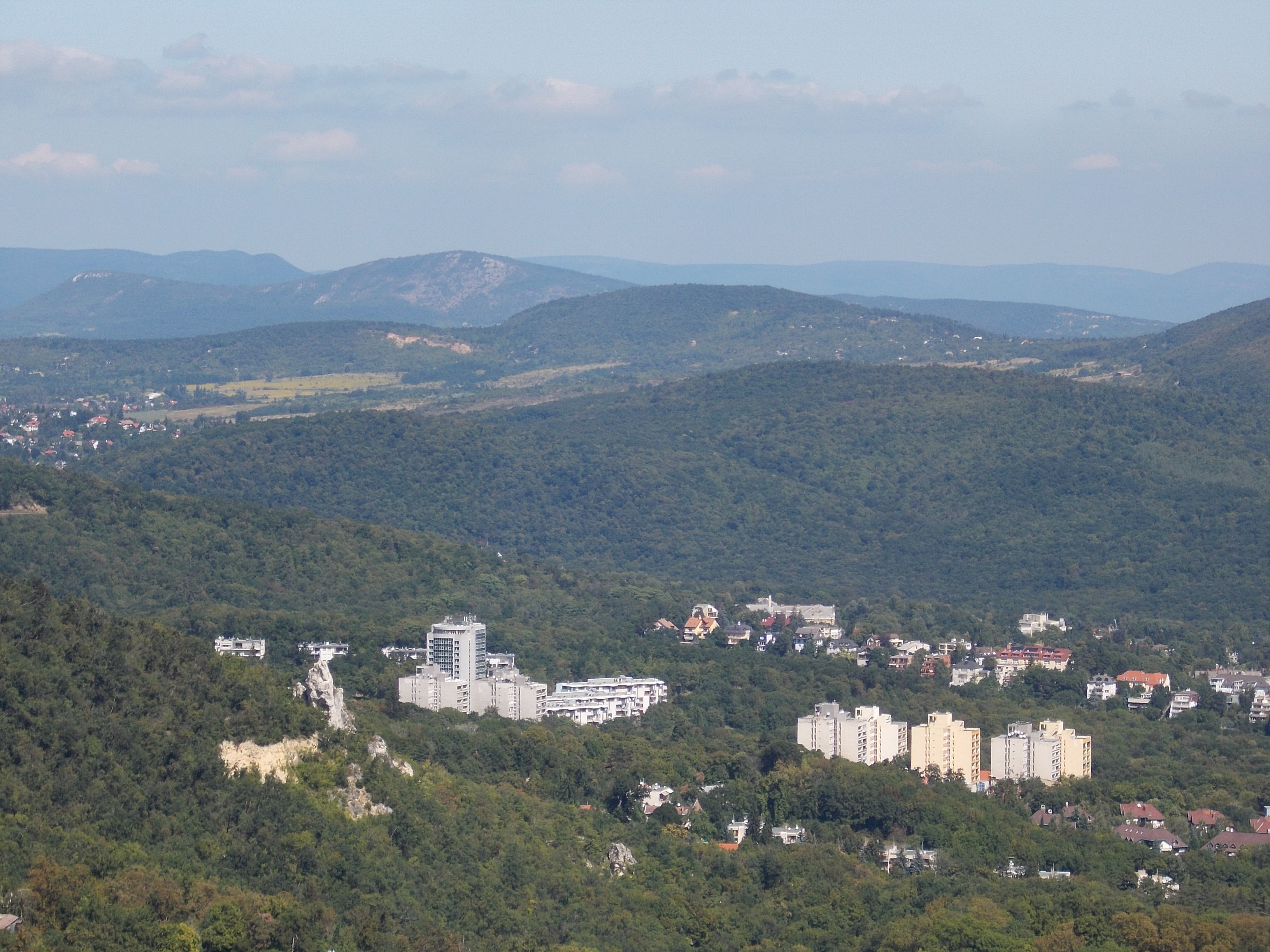
Blick von Normafa in Richtung Budapest